# Comphotis
Comphotis is een geslacht van vlinders uit de familie van de prachtvlinders (Riodinidae), onderfamilie Riodininae.
Comphotis werd in 1910 voor het eerst wetenschappelijk beschreven door Stichel.

## Soorten
Comphotis omvat de volgende soorten:
- Comphotis apachita Hall, J & Willmott, 1996
- Comphotis clarissa (Sharpe, 1890)
- Comphotis debilis (Bates, H, 1868)
- Comphotis eanes (Godman, 1903)
- Comphotis ignicauda (Godman & Salvin, 1878)
- Comphotis irroratum (Godman, 1903)
- Comphotis sophistes (Bates, H, 1868)